# Colette Thiemann
Colette Christin Thiemann (* 7. Juni 1974 auf Norderney) ist eine deutsche Politikerin (CDU). Seit 2021 ist sie Mitglied des Niedersächsischen Landtages.

## Leben
Thiemann studierte von 1994 bis 1997 an der Fachhochschule für Verwaltung und Rechtspflege in Hannover mit dem Abschluss Diplom-Verwaltungswirtin. Seit 2009 ist sie als staatlich anerkannte Mediatorin tätig. Von 1999 bis 2018 war sie in verschiedenen Positionen beim Landkreis Schaumburg tätig, vor allem im Rechtsamt, dann in der Stabsstelle Gleichstellung und zuletzt in der Stabstelle zur Einrichtung einer Vergabestelle. Von 2018 bis zum Einzug in den Landtag im Jahre 2021 arbeitete sie in der Stabsstelle Bürokratieabbau des Niedersächsischen Ministeriums für Wirtschaft, Arbeit, Verkehr und Digitalisierung. Während der Coronapandemie gehörte sie dem Krisenstab des Landes an. 2021 erwarb sie an der Kommunalen Hochschule für Verwaltung in Niedersachsen den Abschluss Master of Arts im Fach „Kommunales Verwaltungsmanagement“.
Colette Thiemann ist Vorsitzende des CDU-Ortsverbandes Großenheidorn, Stadt Wunstorf. Sie gehört dem Stadtrat von Wunstorf an. Ihr zum 1. November 2021 erworbenes Mandat im Ortsrat der Ortschaft Großenheidorn hat sie nicht angenommen. Ihr Sitz ging gemäß § 44 Abs. 1 Niedersächsisches Kommunalwahlgesetz (NKWG) an Thomas Sadocco über. Colette Thiemann ist Mitglied der Mittelstandsvereinigung Schaumburg sowie Mitglied der MIT-Bundeskommission, Mitglied Landfrauen Hagenburg und Mitglied des geschäftsführenden Vorstandes des DRK Schaumburg e.V. für den Fachbereich Recht.
Bei der Landtagswahl in Niedersachsen 2017 trat Colette Thiemann für die CDU im Wahlkreis Schaumburg und auf Platz 28 der Landesliste an. Sie unterlag im Wahlkreis dem SPD-Kandidaten Karsten Becker, rückte jedoch am 9. November 2021 über die Landesliste für Mareike Wulf, die in den Bundestag gewählt worden war, in den Landtag nach. Bei der Landtagswahl in Niedersachsen 2022 wurde sie erneut über die Landesliste in den Landtag gewählt.
Colette Thiemann ist verheiratet, hat zwei Töchter und wohnt in Großenheidorn.